# Alfred Albini
Alfred Albini (Zagreb, 15. srpnja 1896. – Zagreb, 4. studenog 1978.), hrvatski arhitekt židovskog podrijetla.
Radio je u atelijeru V. Kovačića i Huge Ehrlicha te kao profesor na Arhitektonskom fakultetu. Projektirao je i izvodio stambene i obiteljske kuće i javne zgrade (Tehnološki fakultet). Stvaralački je sintetizirao modernističke poticaje objedinivši ih u vlastiti arhitektonski izraz. Bavio se problemima urbanizma i zaštite spomenika, pisao stručne i teorijske članke te slikao.
Dobitnik je nagrade Vladimir Nazor i Viktor Kovačić za životna djela.

## Vanjske poveznice
- Albini, Alfred Hrvatska tehnička enciklopedija, portal hrvatske tehničke baštine. LZMK